# Das goldene Ei (Fernsehsendung)
Das goldene Ei war eine Spielshow mit Michael Tasche und Jörg Pilawa, die von 1995 bis 1996 auf Sat.1 gesendet wurde.

## Showablauf 1. Staffel

### Vorrunde
Jeder der 130 Kandidaten hatte zu Beginn des Spiels die Möglichkeit, einen von 130 gelben Bällen mit einer aufgedruckten, schwarzen Zahl zu fangen. Diese wurden aus einer Vorrichtung über den Zuschauern fallen gelassen. Um das Ganze zu erschweren, begann sich die Tribüne der Zuschauer zu drehen. Acht Personen wurden als Kandidaten ausgelost. Der Leonardo Würfel stellte das erste Spiel dar. Auf einem wackeligen Gerüst galt es, so viele Eier wie möglich zu sammeln. Das Verlierer-Team schied aus.

### Hauptrunde
In einem individuellen Spiel galt es, so viele Eier von zehn wie möglich zu finden. Am Ende konnte man per Zufallsentscheidung entweder die Zahl der Eier verdoppeln oder musste ein Schlammbad nehmen. Die zwei Personen mit den wenigsten Eiern schieden aus.

### Silverball
Die vier restlichen Kandidaten wurden in eine Stahlkugel gesperrt. Von einer Rampe aus zielten die vier Kandidaten nacheinander auf silberne Eier, die an einem Gestell befestigt waren. Anschließend wurden die Stahlkugeln samt Kandidaten heruntergerollt und gegen die silbernen Eier geschleudert. Für jedes Ei, das berührt wurde, gab es einen Punkt. Diese wurden mit den Punkten aus der Vorrunde zusammengezählt. Die zwei Kandidaten mit den meisten Punkten kamen ins Halbfinale.

### High Noon (Halbfinale)
Die letzten beiden Kandidaten saßen in großen Dreiecken über dem Studiopool. Die beiden oberen Seiten der Dreiecke waren jeweils mit rechteckigen Feldern bestückt. Die Kandidaten hatten vor sich ein Bedienelement, auf dem alle diese Felder abgebildet waren. Die Kandidaten drückten abwechselnd ein Feld auf dem Bedienelement. Entweder wurde eine Explosion in dem jeweiligen Feld des Gegners ausgelöst oder es wurde eine Niete getroffen und nur ein Licht ging an. Hat ein Kandidat fünf Explosionen ausgelöst, gewinnt er dieses Spiel und der Gegner fällt in den Pool.

### Finale
Im Finale kann sich der Kandidat zunächst entscheiden, ob er seinen Gewinn verdoppeln oder verzehnfachen möchte. Die bisher erspielten Punkte (Eier) sind je 100 DM wert. Ein Kandidat mit z. B. 51 Punkten hat somit 5.100 DM gewonnen. Wenn er nicht um das goldene Ei spielen möchte, wird dieser Betrag verdoppelt. In diesem Beispiel geht der Kandidat mit 10.200 DM nach Hause. Als Höchstsumme waren 65.000 DM zu gewinnen.
Entscheidet sich der Kandidat um das goldene Ei und somit um das Zehnfache seines Gewinns zu spielen, muss er über eine Leiter zur Studiodecke klettern und sich zwischen zwei Schlüsseln entscheiden. Während der Kandidat mit dem gewählten Schlüssel zurück auf den Studioboden klettert, taucht das goldene Ei aus dem Boden auf. Der Schlüssel des Kandidaten ist in Form eines Tetraeders gestaltet. Die Spitze kann in drei Möglichkeiten in die Schlossvorrichtung des goldenen Eis eingesetzt werden. Passt der Schlüssel in eine der drei Möglichkeiten, hat der Kandidat seinen Gewinn verzehnfacht. Passt der Schlüssel nicht, geht er leer aus.
In dem goldenen Ei wartete in der ersten Staffel die "schönste Fee der Neuzeit" und überreicht den Geldgewinn in einer gläsernen Schatztruhe. In der zweiten Staffel war nicht mehr die Fee im Ei, sondern eine Art Kristall mit dem Gewinn.
Die ausgeschiedenen Kandidaten konnten aus drei Zylindern einen Preis wählen. Darin befanden sich meist kurze Wochenendreisen in die Großstädte Europas.

## Showablauf 2. Staffel
Ab der zweiten Staffel wurde gleich mit dem Hauptspiel begonnen und der Zufallsgenerator vom High Noon wurde durch ein individuelles Quiz ersetzt.

## Abendshow
Die große Abendshow wurde von Jörg Pilawa moderiert. Dabei traten zwei Teams mit je drei Kandidaten gegeneinander an. Das Finale war ein Tauchspiel, bei dem bis zu sechs Schlüssel für das goldene Ei in einem Pool ertaucht werden konnten.
Insgesamt wurden drei Abendshows ausgestrahlt.